# 横山知枝
横山 知枝（よこやま ちえ、1973年9月9日 - ）は、日本の元タレント、歌手、女優。
広島県福山市出身。亜細亜大学経営学部卒業。

## 来歴

### 幼少期
1973年
広島県福山市に生まれる。

### アイドル時代
1989年
フジテレビで放送されていたバラエティ番組『邦ちゃんのやまだかつてないテレビ』（以下『やまかつ』）にて、山田邦子がアイドルデュオ・Winkの相田翔子のものまねをレパートリーにしていた。本家のWinkと同じ形態でものまねをする企画が進み、鈴木早智子のそっくりさん（パートナー）を一般視聴者から募ることになった。『日本全国早智子を探せ』と冠したオーディションが行われることになり、広島県立福山葦陽高等学校在学中であった横山が優勝、これを切っ掛けに芸能界に入る。
1990年
山田とともにやまだかつてないWinkを結成し、7月に「“T”intersection」で歌手デビューした。
1991年
2月、2ndシングル「さよならだけどさよならじゃない」が卒業ソングとして大ヒットした。
6月、ソロ活動に移行し、「Happy Birthday」等を発表する。
1992年
3月、『やまかつ』終了。横山は学業に専念する傍らソロ歌手として活動を継続する意向を示した。
4月、亜細亜大学経営学部に進学。

### 大学卒業後
1996年
3月、大学卒業と同時に女優活動を再開し、ヌード写真集を発売し、清純派のイメージを一気に払拭した。その後も映画や舞台などで活躍。ラジオパーソナリティも務めたことがある。
1997年
2月18日、同郷・広島県福山市出身のシンガーソングライター・崎谷健次郎が東京・南青山マンダラで行ったライブ"PREMIUM NIGHT vol.1"のゲストとして出演した。
1998年
テレビ東京の公開オーデション番組『ASAYAN』にてつんくが新たなユニットをプロデュースする企画『つんくプロデュース芸能人新ユニットオーディション』（芸能経験の有る女性を対象にしたオーディション）に応募したが不合格となった。
8月15日、広島県出身のギタリスト・岡崎倫典と崎谷健次郎が神奈川県川崎市の川崎クラブチッタ（現：CLUB CITTA'）で開催したライブ"Hiroshima Acoustic Live"に、バンド・135とともにゲスト出演した。
2000年
emikoと「Chiemi」を結成し、新富良野プリンスホテル（北海道富良野市）で毎年冬に行なわれる『富良野チャペルコンサート』にてコンサートを行なう。参加アーティストによる同名のオムニバス・アルバムに1曲収録する。

### 結婚後
2001年
一般男性と結婚。
2005年
9月26日、フジテレビの娯楽番組『デッドエイジ』にて、やまだかつてないWinkを1日限定で再結成した。また、それ以前にも関西テレビ『快傑えみちゃんねる』や日本テレビ『あの人は今!?』において、散発的に再結成している。
2006年
8月、第一子となる女児を出産。
2008年
6月、第二子となる男児を出産。
2011年
6月25日、東京・下北沢でライブイベントを開き、芸能界から引退した。

## ディスコグラフィ

### シングル
- 1991年6月13日 - 『Happy Birthday』（c/w：Happy Birthday、作詞・作曲：尾崎亜美、編曲：富田素弘）
- 1991年11月13日 - 『FOR YOU』（c/w：FOR ME、作詞・作曲：尾崎亜美、編曲：富田素弘）
- 1992年4月17日 - 『X-BOYに気をつけて』（c/w：決心、作詞・作曲：尾崎亜美、編曲：富田素弘）
- 1993年1月21日 - 『Hey!Baby』（c/w：きっとずっと君が好き、作詞・作曲：竹内まりや、編曲：山川恵津子）
- 1993年6月18日 - 『ふたり』（c/w：ひとりにはならないで、作詞：岩里祐穂、作曲：清岡千穂、編曲：山川恵津子）
- 1994年5月14日 - 『福山四季彩歌〜ここは福山寄んなさい〜』（作詞・作曲：作詞：久保たかし）
- 2000年11月29日 - 『この町で』（作詞：横山知枝、作曲：emiko、編曲：SONIC DOVE、『Chiemi』名義）
- 2000年12月2日 - 『ココにおいでよ〜空色の風船、そよ風に乗って〜』（『Chiemi』名義）

### アルバム
- 1992年6月19日 - 『Bloomin'』
- 2000年11月29日 - 『富良野チャペルコンサート』（『chiemi』名義）
- 2010年4月21日 - 『Myこれ! Lite 横山知枝/やまだかつてないWINK』 - やまだかつてないWink（表記は全大文字の「WINK」）の作品を含めたベストアルバム。

## 写真集
- CHIE（1991年8月1日発行、学研）
- 潤 〜うるおい〜（1996年7月25日発行、ワニマガジン社） - ヌード作品